# Acronychia similaris
Acronychia similaris är en vinruteväxtart som beskrevs av Thomas Gordon Hartley. Acronychia similaris ingår i släktet Acronychia och familjen vinruteväxter. Inga underarter finns listade i Catalogue of Life.